# Список высших учебных заведений Волгоградской области
В список высших учебных заведений Волгоградской области включены образовательные учреждения высшего и высшего профессионального образования, находящиеся на территории Волгоградской области и имеющие действующую лицензию на образовательную деятельность. Список вузов приведён в соответствии с данными сводного реестра лицензий и информационно-аналитических материалов по результатам проведения мониторинга эффективности деятельности образовательных организаций высшего образования Министерства образования и науки Российской Федерации 2016 года. По состоянию на 2 июля 2016 года в Волгоградской области действующую лицензию имели 15 вузов и 9 филиалов.
Филиалы вузов, головные организации которых находятся в иных субъектах федерации, сгруппированы в отдельном списке. Порядок следования элементов списка — алфавитный.

## Список высших образовательных учреждений
| Название                                                                | Категория         | Статус      | Год основания | Месторасположение | Число студентов |
| ----------------------------------------------------------------------- | ----------------- | ----------- | ------------- | ----------------- | --------------- |
| Волгоградская академия Министерства внутренних дел Российской Федерации | государственный   | академия    | 1967          | Волгоград         |                 |
| Волгоградская государственная академия физической культуры              | государственный   | академия    | 1996          | Волгоград         | 1342            |
| Волгоградская консерватория                                             | муниципальный     | институт    | 1911          | Волгоград         | 338             |
| Волгоградский государственный аграрный университет                      | государственный   | университет | 1944          | Волгоград         | 11769           |
| Волгоградский государственный архитектурно-строительный университет     | государственный   | университет | 1951          | Волгоград         |                 |
| Волгоградский государственный институт искусств и культуры              | государственный   | институт    | 1999          | Волгоград         | 1346            |
| Волгоградский государственный медицинский университет                   | государственный   | университет | 1935          | Волгоград         | 10690           |
| Волгоградский государственный социально-педагогический университет      | государственный   | университет | 1931          | Волгоград         |                 |
| Волгоградский государственный технический университет                   | государственный   | университет | 1930          | Волгоград         | 18712           |
| Волгоградский государственный университет                               | государственный   | университет | 1974          | Волгоград         | 8420            |
| Волгоградский гуманитарный институт                                     | негосударственный | институт    | 2013          | Волгоград         |                 |
| Волгоградский юридический институт                                      | негосударственный | институт    |               | Волгоград         |                 |
| Волгоградский институт бизнеса                                          | негосударственный | институт    | 2003          | Волгоград         | 1200            |
| Волжский институт экономики, педагогики и права                         | муниципальный     | институт    | 2000          | Волжский          | 1989            |
| Царицынский православный университет                                    | негосударственный | университет | 1993          | Волгоград         |                 |

## Список филиалов высших образовательных учреждений
| Название | Категория         | Статус      | Год основания | Месторасположение | Месторасположение головной организации | Число студентов |
| --- | ----------------- | ----------- | ------------- | ----------------- | -------------------------------------- | --------------- |
| Волгоградский кооперативный институт (филиал Российского университета кооперации)                                             | негосударственный | институт    | 2006          | Волгоград         | Мытищи                                 | 1932            |
| Волгоградский филиал Московского финансово-юридического университета                                                          | негосударственный | университет | 2000          | Волгоград         | Москва                                 | 1414            |
| Волгоградский филиал Московского гуманитарно-экономического института                                                         | негосударственный | институт    |               | Волгоград         | Москва                                 | 405             |
| Волгоградский филиал Академии труда и социальных отношений                                                                    | негосударственный | академия    | 2000          | Волгоград         | Москва                                 |                 |
| Волгоградский филиал Международного славянского института                                                                     | негосударственный | институт    | 1997          | Волгоград         | Москва                                 | 432             |
| Волгоградский филиал Российской академии народного хозяйства и государственной службы                                         | государственный   | академия    | 1992          | Волгоград         | Москва                                 | 3145            |
| Волгоградский филиал Российского экономического университета имени Г. В. Плеханова                                            | государственный   | университет | 1959          | Волгоград         | Москва                                 | 1028            |
| Волгоградский филиал Московского государственного университета путей сообщения                                                | государственный   | университет | 1961          | Волгоград         | Москва                                 | 313             |
| Волгоградский филиал Института управления                                                                                     | негосударственный | институт    | 1996          | Волгоград         | Архангельск                            | 651             |
| Волжский филиал Международного юридического института                                                                         | негосударственный | институт    | 1999          | Волжский          | Москва                                 | 741             |
| Волжский гуманитарный институт (филиал Волгоградского государственного университета)                                          | государственный   | университет | 1992          | Волжский          | Волгоград                              | 1271            |
| Волжский институт строительства и технологий (филиал Волгоградского государственного архитектурно-строительного университета) | государственный   | университет | 1954          | Волжский          | Волгоград                              | 843             |
| Волжский политехнический институт (филиал Волгоградского государственного технического университета)                          | государственный   | университет | 1965          | Волжский          | Волгоград                              | 2411            |
| Камышинский технологический институт (филиал Волгоградского государственного технического университета)                       | государственный   | университет | 1966 1992     | Камышин           | Волгоград                              | 1827            |
| Себряковский филиал Волгоградского государственного архитектурно-строительного университета                                   | государственный   | университет | 2002          | Михайловка        | Волгоград                              | 541             |
| Филиал в Волжском Московского энергетического института                                                                       | государственный   | университет | 1995          | Волжский          | Москва                                 | 505             |
| Филиал Михайловке Волгоградского государственного социально-педагогического университета                                      | государственный   | университет | 1995          | Михайловка        | Волгоград                              | 419             |